# John Faulkner
John Faulkner, född 24 september 1901 i Ripley, Mississippi, död 28 mars 1963 i Oxford, Mississippi, var en amerikansk författare.
John Faulkner var bror till William Faulkner. Sjutton år gammal rymde han hemifrån för att anmäla sig som frivillig under första världskriget. Faulkner studerade därefter en tid till ingenjör, blev sedan flygare men lämnade yrket efter att ha varit med i en flygolycka och arbetade sedan som inspektör vid ett slags nödhjälpsarbeten vid Mississippi. Från sitt arbete där hämtade han motivet till sin debut som skönlitterär författare med romanen Men Working (1941, svensk översättning Lättjans vin, 1944), en initierad, starkt realistisk skildring av amerikanskt proletärliv under mellankrigstiden. Faulkner utgav senare romanen Dollar Cotton (1942).